# Vincent Scramuzza
Vincent Mary Scramuzza (* 23. August 1886 in Contessa Entellina auf Sizilien; † 3. Dezember 1956 in New Orleans) war ein US-amerikanischer Althistoriker italienischer Herkunft.
Vincent Scramuzza wurde 1886 in einem kleinen Dorf (Contessa Entellina) auf Sizilien geboren. Ursprünglich wurde er für die Priesterschaft in Palermo erzogen, aber schon früh entdeckte er sein historisches Interesse. Im Jahr 1907, als er 21 Jahre alt wurde, zog er zu seinen Eltern nach New Orleans, das er bis zum Ende seines Lebens als seine Heimatstadt ansah. 1924 machte er an der Louisiana State University seinen Master in Geschichte, wo er unter anderem amerikanische Kolonialgeschichte studierte.
An der Harvard University wurde Scramuzza 1929 promoviert über Kaiser Claudius. Für seine Dissertation, die später als Buch erschien, erhielt er den Tappan-Preis für die beste in diesem Jahr eingereichte Arbeit in den Künsten und Wissenschaften. Scramuzza lehrte Geschichte an der Universität Harvard und am Wellesley College, bevor er 1930 eine Festanstellung am Smith College erhielt. 1940 wurde er associate professor, 1943 ordentlicher Professor. Scramuzza war 1947 einer der Gründer und der erste Präsident des Unterverbands für West-Massachusetts des Archaeological Institute of America. Scramuzza starb am 3. Dezember 1956 im Alter von 70 Jahren und hinterließ seine Ehefrau und sechs Geschwister.
Seine Forschungsschwerpunkte waren die griechische und römische Geschichte, dennoch lehrte er auch über amerikanische Kolonialgeschichte und über die Geschichte der christlichen Kirche. Seine ersten Veröffentlichungen waren eine ökonomische Übersicht über das antike Sizilien aus dem Jahre 1937, die er in einer von Tenney Frank herausgegebenen Reihe veröffentlichte, sowie seine überarbeitete Dissertation über Kaiser Claudius. Seine allgemeine Studie über die antike Welt wurde posthum veröffentlicht.

## Schriften
- The Emperor Claudius. Harvard University Press, Cambridge, 1940.